# Liste der Senatoren der Vereinigten Staaten aus New York
Die Liste der Senatoren der Vereinigten Staaten aus New York führt alle Personen auf, die jemals für diesen Bundesstaat dem Senat der Vereinigten Staaten angehörten, nach den Senatsklassen sortiert. Dabei zeigt eine Klasse, wann dieser Senator wiedergewählt wird. Die Wahlen der Senatoren der class 1 erfolgten im Jahr 2018 und werden regulär wieder 2024 stattfinden. Die Senatoren der class 3 wurden im November 2016 wiedergewählt.

## Senator class 1

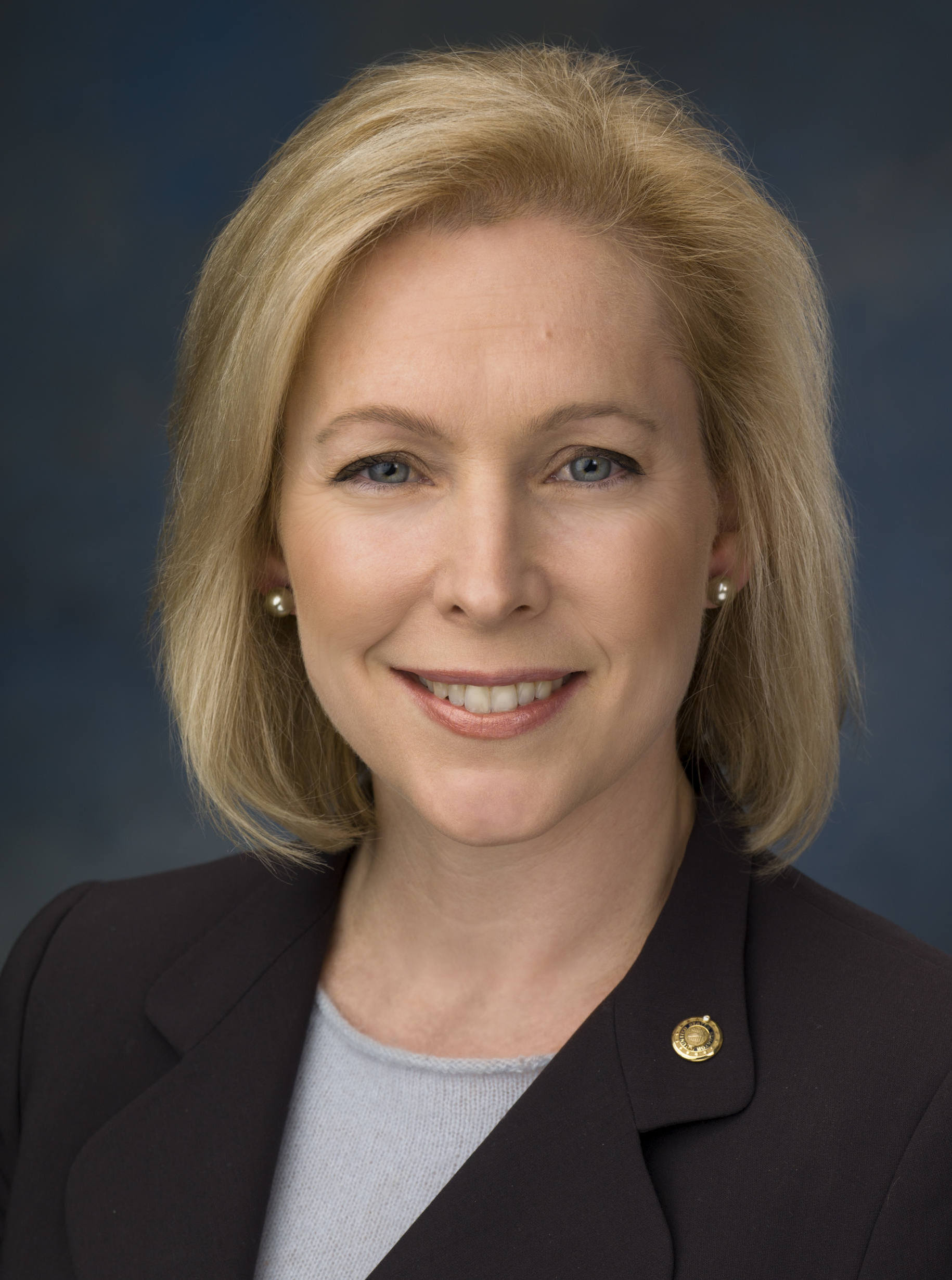
Kirsten Gillibrand

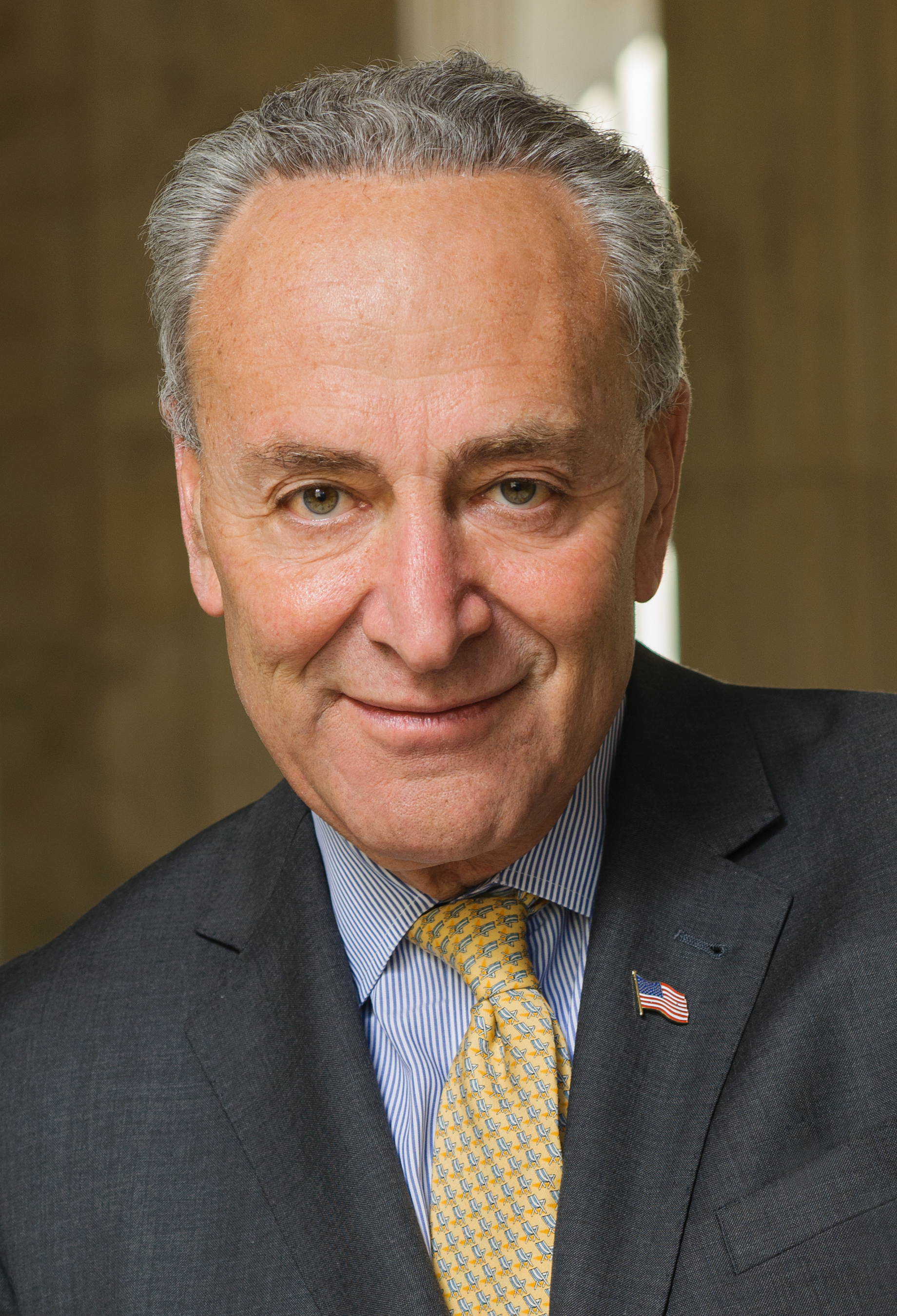
Chuck Schumer

New York ist seit dem 26. Juli 1788 US-Bundesstaat und hatte bis heute 36 Senatoren der class 1 im Kongress, von denen einer, Philip Schuyler, zwei, nicht unmittelbar aufeinander folgende Amtszeiten absolvierte.
| Name                                | Amtszeit  | Partei                | Lebensdaten                           |
| ----------------------------------- | --------- | --------------------- | ------------------------------------- |
| Philip John Schuyler                | 1789–1791 | Föderalist            | 20. November 1733 – 18. November 1804 |
| Aaron Burr                          | 1791–1797 | Democratic Republican | 6. Februar 1756 – 14. September 1836  |
| Philip John Schuyler                | 1797–1798 | Föderalist            | 20. November 1733 – 18. November 1804 |
| John Sloss Hobart                   | 1798      | Föderalist            | 6. Mai 1738 – 4. Februar 1805         |
| William North                       | 1798      | Föderalist            | 1755 – 3. Januar 1836                 |
| James Watson                        | 1798–1800 | Föderalist            | 6. April 1750 – 15. Mai 1806          |
| Gouverneur Morris                   | 1800–1803 | Föderalist            | 31. Januar 1752 – 6. November 1816    |
| Theodorus Bailey                    | 1803–1804 | Democratic Republican | 12. Oktober 1758 – 6. September 1828  |
| John Armstrong Jr.                  | 1804      | Democratic Republican | 25. November 1758 – 1. April 1843     |
| Samuel Latham Mitchill              | 1804–1809 | Democratic Republican | 20. August 1764 – 7. September 1831   |
| Obadiah German                      | 1809–1815 | Democratic Republican | 22. April 1766 – 24. September 1842   |
| Nathan Sanford                      | 1815–1821 | Democratic Republican | 5. November 1777 – 17. Oktober 1838   |
| Martin Van Buren                    | 1821–1828 | Democratic Republican | 5. Dezember 1782 – 24. Juli 1862      |
| Charles Edward Dudley               | 1829–1833 | Demokrat              | 23. Mai 1780 – 23. Januar 1841        |
| Nathaniel Pitcher Tallmadge         | 1833–1844 | Whig                  | 8. Februar 1795 – 2. November 1864    |
| Daniel Stevens Dickinson            | 1844–1851 | Demokrat              | 11. September 1800 – 12. April 1866   |
| Hamilton Fish                       | 1851–1857 | Whig                  | 3. August 1808 – 7. September 1893    |
| Preston King                        | 1857–1863 | Republikaner          | 14. Oktober 1806 – 12. November 1865  |
| Edwin Dennison Morgan               | 1863–1869 | Republikaner          | 8. Februar 1811 – 14. Februar 1883    |
| Reuben Eaton Fenton                 | 1869–1875 | Republikaner          | 4. Juli 1819 – 25. August 1885        |
| Francis Kernan                      | 1875–1881 | Demokrat              | 14. Januar 1816 – 7. September 1892   |
| Thomas Collier Platt                | 1881      | Republikaner          | 15. Juli 1833 – 6. März 1910          |
| Warner Miller                       | 1881–1887 | Republikaner          | 12. August 1838 – 21. März 1918       |
| Frank Hiscock                       | 1887–1893 | Republikaner          | 6. September 1834 – 18. Juni 1914     |
| Edward Murphy Jr.                   | 1893–1899 | Demokrat              | 15. Dezember 1836 – 3. August 1911    |
| Chauncey Mitchell Depew             | 1899–1911 | Republikaner          | 23. April 1834 – 5. April 1928        |
| James Aloysius O’Gorman             | 1911–1917 | Demokrat              | 5. Mai 1860 – 17. Mai 1943            |
| William Musgrave Calder             | 1917–1923 | Republikaner          | 3. März 1869 – 3. März 1945           |
| Royal Samuel Copeland               | 1923–1938 | Demokrat              | 7. November 1868 – 17. Juni 1938      |
| James Michael Mead                  | 1938–1947 | Demokrat              | 27. Dezember 1885 – 15. März 1964     |
| Irving McNeil Ives                  | 1947–1959 | Republikaner          | 24. Januar 1896 – 24. Februar 1962    |
| Kenneth Barnard Keating             | 1959–1965 | Republikaner          | 18. Mai 1900 – 5. Mai 1975            |
| Robert Francis Kennedy              | 1965–1968 | Demokrat              | 20. November 1925 – 6. Juni 1968      |
| Charles Ellsworth Goodell           | 1968–1971 | Republikaner          | 16. März 1926 – 21. Januar 1987       |
| James Lane Buckley                  | 1971–1977 | Conservative Party    | 9. März 1923 – 18. August 2023        |
| Daniel Patrick Moynihan             | 1977–2001 | Demokrat              | 16. März 1927 – 26. März 2003         |
| Hillary Rodham Clinton              | 2001–2009 | Demokrat              | * 26. Oktober 1947                    |
| Kirsten Elizabeth Rutnik Gillibrand | seit 2009 | Demokrat              | * 9. Dezember 1966                    |

## Senator class 3
New York stellte bis heute 26 Senatoren der „class 3“, von denen zwei, Rufus King und John Armstrong, zwei nicht unmittelbar aufeinander folgende Amtszeiten absolvierten.
| Name                        | Amtszeit  | Partei                | Lebensdaten                         |
| --------------------------- | --------- | --------------------- | ----------------------------------- |
| Rufus King                  | 1789–1796 | Föderalist            | 24. März 1755 – 29. April 1827      |
| John Laurance               | 1796–1800 | Föderalist            | 1750 – 11. November 1810            |
| John Armstrong Jr.          | 1800–1802 | Democratic Republican | 25. November 1758 – 1. April 1843   |
| DeWitt Clinton              | 1802–1803 | Democratic Republican | 2. März 1769 – 11. Februar 1828     |
| John Armstrong Jr.          | 1803–1804 | Democratic Republican | 25. November 1758 – 1. April 1843   |
| John Smith                  | 1804–1813 | Democratic Republican | 12. Februar 1752 – 12. August 1816  |
| Rufus King                  | 1813–1825 | Föderalist            | 24. März 1755 – 29. April 1827      |
| Nathan Sanford              | 1826–1831 | Nationalrepublikaner  | 5. November 1777 – 17. Oktober 1838 |
| William Learned Marcy       | 1831–1833 | Demokrat              | 12. Dezember 1786 – 4. Juli 1857    |
| Silas Wright                | 1833–1844 | Demokrat              | 24. Mai 1795 – 27. August 1847      |
| Henry Allen Foster          | 1844–1845 | Demokrat              | 7. Mai 1800 – 11. Mai 1889          |
| John Adams Dix              | 1845–1849 | Demokrat              | 24. Juli 1798 – 21. April 1879      |
| William Henry Seward1       | 1849–1861 | Whig/Republikaner     | 16. Mai 1801 – 10. Oktober 1872     |
| Ira Harris                  | 1861–1867 | Republikaner          | 31. Mai 1802 – 2. Dezember 1875     |
| Roscoe Conkling             | 1867–1881 | Republikaner          | 30. Oktober 1829 – 18. April 1888   |
| Elbridge Gerry Lapham       | 1881–1885 | Republikaner          | 18. Oktober 1814 – 8. Januar 1890   |
| William Maxwell Evarts      | 1885–1891 | Republikaner          | 6. Februar 1818 – 28. Februar 1901  |
| David Bennett Hill          | 1892–1897 | Demokrat              | 29. August 1843 – 20. Oktober 1910  |
| Thomas Collier Platt        | 1897–1909 | Republikaner          | 15. Juli 1833 – 6. März 1910        |
| Elihu Root                  | 1909–1915 | Republikaner          | 15. Februar 1845 – 7. Februar 1937  |
| James Wolcott Wadsworth Jr. | 1915–1927 | Republikaner          | 12. August 1877 – 21. Juni 1952     |
| Robert Ferdinand Wagner     | 1927–1949 | Demokrat              | 8. Juni 1877 – 4. Mai 1953          |
| John Foster Dulles          | 1949      | Republikaner          | 25. Februar 1888 – 24. Mai 1959     |
| Herbert Henry Lehman        | 1949–1957 | Demokrat              | 28. März 1878 – 5. Dezember 1963    |
| Jacob Koppel Javits         | 1957–1981 | Republikaner          | 18. Mai 1904 – 7. März 1986         |
| Alfonse Marcello D’Amato    | 1981–1999 | Republikaner          | * 1. August 1937                    |
| Charles Ellis Schumer       | seit 1999 | Demokrat              | * 23. November 1950                 |

1 Seward saß ab 1855 für die Republikanische Partei im Senat.